# Championnat du Maroc de football 1988-1989
Navigation
Édition précédente Édition suivante
La saison 1988-1989 du championnat du Maroc de football voit la victoire des FAR de Rabat.

## Classement final
Classement erroné. On retrouve plus de buts encaissés que marqués ce qui entraine une différence de but de + 4.
Si vous disposez d'informations vérifiés, votre aide serait très appréciée.
| Rang | Équipe                            | Pts | J  | G  | N  | P  | Bp | Bc | Diff |
| ---- | --------------------------------- | --- | -- | -- | -- | -- | -- | -- | ---- |
| 1    | FAR de Rabat                      | 68  | 30 | 13 | 12 | 5  | 29 | 16 | +13  |
| 2    | Maghreb de Fès                    | 67  | 30 | 14 | 9  | 7  | 29 | 19 | +10  |
| 1    | Olympique Club de Khouribga       | 73  | 30 | 16 | 7  | 7  | 28 | 18 | +10  |
| 4    | Olympique de Casablanca           | 65  | 30 | 11 | 13 | 6  | 39 | 29 | +10  |
| 5    | Wydad AC CdT                      | 63  | 30 | 10 | 13 | 7  | 37 | 26 | +11  |
| 6    | KAC de Kénitra                    | 63  | 30 | 11 | 11 | 8  | 28 | 24 | +4   |
| 7    | Kawkab de Marrakech V             | 61  | 30 | 8  | 15 | 7  | 23 | 20 | +3   |
| 8    | IR Tanger                         | 61  | 30 | 10 | 11 | 9  | 25 | 25 | 0    |
| 9    | Raja CA T                         | 60  | 30 | 8  | 14 | 8  | 29 | 29 | 0    |
| 10   | Hassania d'Agadir                 | 60  | 30 | 7  | 16 | 7  | 27 | 31 | -4   |
| 11   | Difaâ d'El Jadida P               | 58  | 30 | 7  | 14 | 9  | 27 | 30 | -3   |
| 12   | FUS de Rabat                      | 58  | 30 | 9  | 10 | 11 | 23 | 33 | -10  |
| 13   | Union de Sidi Kacem               | 57  | 30 | 7  | 13 | 10 | 36 | 31 | +5   |
| 14   | Forces Auxiliaires de Ben Slimane | 57  | 30 | 8  | 11 | 11 | 29 | 31 | -2   |
| 15   | CODM de Meknès P ↓                | 52  | 30 | 6  | 10 | 14 | 25 | 39 | -14  |
| 16   | Hilal de Nador ↓                  | 45  | 30 | 3  | 9  | 18 | 12 | 49 | -37  |

Qualifications africaines
- Coupe des clubs champions africains 1990
- Coupe d'Afrique des vainqueurs de coupe 1990
- Relégation en Championnat du Maroc de football D2

Abréviations
T : Tenant du titre

V : Vice-champion

CdT : Vainqueur de la Coupe du Trône 1988-1989

P : Promus de Championnat du Maroc de football D2

## Bilan de la saison
| Championnat du Maroc de football 1988-1989                        |                            |
| Champion                                                          | FAR de Rabat (10e titre)   |
| Coupes et trophées                                                |                            |
| Vainqueur de la Coupe du Trône 1988-1989                          | Wydad AC                   |
| Qualifications continentales                                      |                            |
| Coupe des clubs champions africains 1990                          | FAR de Rabat               |
| Coupe des clubs champions africains 1990                          | Raja Club Athletic forfait |
| Coupe d'Afrique des vainqueurs de coupe 1990                      | Maghreb de Fès             |
| Promotions et relégations                                         |                            |
| Promus en Championnat du Maroc de football                        | Renaissance de Settat      |
| Promus en Championnat du Maroc de football                        | Wydad de Fès               |
| Relégués en Championnat du Maroc de football de deuxième division | Hilal de Nador             |
| Relégués en Championnat du Maroc de football de deuxième division | CODM de Meknès             |